# نوبوهيسا فوروكاوا
نوبوهيسا فوروكاوا (باليابانية: 古川 頌久) (15 أكتوبر 1994 في هيروشيما في اليابان – )؛ هو لاعب كرة قدم كان يلعب كمهاجم.

## وصلات خارجية
- نوبوهيسا فوروكاوا على موقع رابطة كرة القدم اليابانية للمحترفين (اليابانية)
- نوبوهيسا فوروكاوا على موقع قاعدة بيانات كرة القدم.إي يو (الإنجليزية)
- نوبوهيسا فوروكاوا على موقع Soccerway.com (الإنجليزية)